# Wolfgang Jäger (Politikwissenschaftler)

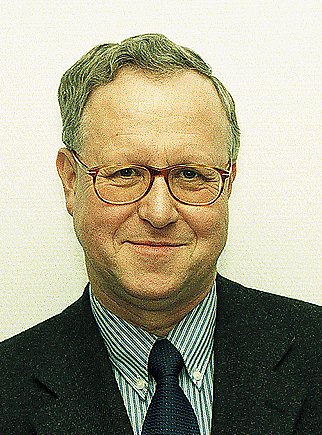
Wolfgang Jäger (2000)

Wolfgang Albert Jäger (* 24. August 1940 in Niedereschach) ist ein deutscher Politikwissenschaftler. Er war Professor für dieses Fach und von 1995 bis 2008 Rektor der Universität Freiburg.

## Leben
Wolfgang Jäger studierte von 1960 bis 1966 die Fächer Politikwissenschaft, Geschichte und Latein an den Universitäten Freiburg, München und an der London School of Economics and Political Science. Dabei war er Stipendiat der Studienstiftung des deutschen Volkes. 1969 schloss er sein Studium bei Dieter Oberndörfer mit der Promotion ab.
Jäger habilitierte sich 1973 mit der Arbeit Öffentlichkeit, Parlamentarismus und Parteienstaat. Zur Kritik an einem deutschen Demokratieverständnis. 1974 erhielt er eine Professur für Wissenschaftliche Politik an der Universität Freiburg. Weiterhin erhielt Jäger Rufe an die Universitäten Köln, Tübingen und Mainz, die er ablehnte.
Von 1982 bis 1986 war Jäger in Freiburg Vorsitzender des Großen Senats der Universität, von 1987 bis 1989 Prorektor unter dem Rektor Christoph Rüchardt. Von 1995 bis 2008 stand er als Rektor an der Spitze der Albert-Ludwigs-Universität Freiburg. Dieses Amt übergab er am 1. April 2008 an seinen Nachfolger Andreas Voßkuhle. Von 2000 bis 2002 war er Vorsitzender der Landesrektorenkonferenz Baden-Württemberg.
Jäger war von 1988 bis 2024 Mitglied des Verfassungsgerichtshofs für das Land Baden-Württemberg. Er ist Mitglied in Herausgebergremien und Beiräten verschiedener wissenschaftlicher Zeitschriften. Zudem ist er Vorsitzender der Gründungskommission der International University of Cooperative Education Freiburg.

## Werk
Jäger gilt als Anhänger eines historisch ausgerichteten und empiriegesättigten Vorgehens. Sein Interesse gilt der repräsentativen Demokratie, der deutschen Parteiendemokratie, aber auch den politischen Systemen Frankreichs, Großbritanniens und der USA.
Der Begriff der Koordinationsdemokratie, in Anlehnung an den unter Adenauer entstandenen Begriff der Kanzlerdemokratie, wurde von ihm entwickelt und hat Eingang in die Lehrbücher der Politikwissenschaft gefunden.

## Doktoranden
Wolfgang Jäger hat knapp zwanzig junge Wissenschaftler promoviert. Zwei davon haben sich habilitiert, Ingeborg Villinger und Sabine Ruß. Weitere finden sich über verschiedene Tätigkeitsfelder verstreut, bspw.: Michael Lißke (Landeszentrale für politische Bildung Mecklenburg-Vorpommern), Harald Bergsdorf (u. a. Innenministerium Thüringen), Peter Bender (Willy-Brandt-Haus), Majid Sattar (Journalist).

## Rektorat
Unter seiner Führung erlebte die Universität Freiburg eine Zäsur, nicht zuletzt weil Wolfgang Jäger das Amt des Rektors als das eines strategischen Managers neu interpretierte. Als erste deutsche Universität baute sie ein Alumni-Netzwerk auf, verzahnte sich mit Stadt und Wirtschaft, baute eine grenzüberschreitende Kooperation im EUCOR-Netzwerk auf und ging als eine der ersten deutschen Universitäten eine Partnerschaft mit einer chinesischen Universität ein. In seine zwölfjährige Amtszeit, die längste eines Freiburger Rektors, fallen der Beschluss zum Bau einer neuen Universitätsbibliothek, die Gründung eines Universitätsrats, der neuen Universitätsstiftung und das 550-jährige Jubiläum der Albert-Ludwigs-Universität Freiburg. 2007 wurde die Universität Freiburg von der Exzellenzinitiative des Bundes und der Länder in die Reihe der neun deutschen Exzellenzuniversitäten aufgenommen.
In seiner Amtszeit prägte Wolfgang Jäger außerdem die Novellierung des neuen Hochschulgesetzes entscheidend mit. Sie hat die Möglichkeiten und Befugnisse des Rektors geändert und prägt bis heute die baden-württembergische Hochschulpolitik.

## Ehrungen
1999 erhielt Jäger die Ehrendoktorwürde der Universität Iași in Rumänien. Im Jahre 2000 wurde Jäger der Orden zum Chevalier dans l’Ordre des Palmes Académiques verliehen. Im selben Jahr erhielt er die Verdienstmedaille des Landes Baden-Württemberg. 2001 wurde er zum Ehrensenator der Semmelweis-Universität Budapest ernannt. Ein Jahr später wurde Jäger der Ehrenpreis des Prix Bartholdi durch die Georg H. Endress Stiftung verliehen. 2002 erhielt Jäger die Ehrendoktorwürde der Universität Montreal. 2004 wurde er zum Ehrenbürger der Stadt Iași ernannt. Seit 2005 ist Jäger Ehrenrektor der Medizinisch-Pharmazeutische Universität Iași. 2008 erhielt Jäger die Ehrendoktorwürde der Universität Buenos Aires. Ebenfalls 2008 verlieh ihm Papst Benedikt XVI. den Gregoriusorden. 2009 erhielt er das Bundesverdienstkreuz I. Klasse. Seit dem 30. November 2010 ist Jäger Ehrenbürger der Stadt Freiburg im Breisgau.

## Veröffentlichungen (Auswahl)
- Republik im Wandel (1969–1982). 2 Bände. 1986 und 1987 (zusammen mit Karl Dietrich Bracher und Werner Link) (= Geschichte der Bundesrepublik Deutschland, hrsg. v. Karl Dietrich Bracher, Theodor Eschenburg, Joachim Fest u. Eberhard Jäckel, Band 5.1 und 5.2).
- Fernsehen und Demokratie. Scheinplebiszitäre Tendenzen und Repräsentation in den USA, Großbritannien, Frankreich und Deutschland. München 1992.
- Wer regiert die Deutschen? Innenansichten der Parteiendemokratie. Zürich 1994.
- Die Überwindung der Teilung. Der innerdeutsche Prozess der Vereinigung 1989/90. Stuttgart 1998.
- Regierungssystem der USA. Ein Lehr- und Handbuch. 3. überarb. u. erweiterte Auflage, München/Wien 2007 (zusammen mit Christoph M. Haas und Wolfgang Welz).